# Mariekirke (Lübeck)
 For alternative betydninger, se Mariekirke. (Se også artikler, som begynder med Mariekirke)
Mariekirken i Lybæk (tysk: Lübecker Marienkirche) blev opført mellem 1250 og 1350 i nordtysk murstensgotik. Fra gulv til loft er der 38½ m. Kirken var forbillede for en række andre kirker i Østersøområdet. I kirkens indre kan ses frilagte kalkmalerier og et rekonstrueret astronomisk ur. Mariekirken er Tysklands tredjestørste kirke.
På kirkegulvet ligger de gamle knuste kirkeklokker som minde om et allieret luftangreb i 1942. Klokkerne styrtede ned fra tårnet og borede sig ned i stengulvet.
I kirken fandtes den store og meget berømte billedfrise Døden fra Lübeck malet af Bernt Notke i slutningen af 1400-tallet. Frisen blev ødelagt ved luftangrebet palmesøndag 1942.

## Orglet
Mariakirken har to orgler. Det gamle orgel har  8.512 piber og hænger oppe bag bænkene. Klaviaturet er foran orglet. Det store klaviatur er skjult på en stor balkon af træ .